# 松方正信
松方 正信（まつかた まさのぶ、1907年8月13日 - 1995年1月1日）は、日本の経営者。日野自動車社長を務めた。東京都出身。

## 経歴
府立一中を経て、1932年に慶應義塾大学経済学部を卒業し、同年に東京瓦斯電気工業に入社。1945年11月に日野重工業(のちの日野自動車)取締役に就任し、常務、専務を経て、1954年11月に副社長に就任し、1961年5月に社長に昇格。1974年5月に会長を経て、1978年6月から相談役を務めた。
1971年4月に藍綬褒章を受章し、1977年11月に勲二等瑞宝章を受章した。
1995年1月1日急性肺炎のために死去。87歳没。